# Louis Jacques Barthe-Labastide
Louis Jacques Guillaume Barthe-Labastide est un homme politique français né le 17 novembre 1762 à Narbonne (Aude) et mort le 16 janvier 1840 à Paris.

## Biographie
Négociant à Narbonne, il est député de l'Aude de 1815 à 1827, siégeant à droite et soutenant les gouvernements de la Restauration.

## Sources
- « Louis Jacques Barthe-Labastide », dans Adolphe Robert et Gaston Cougny, Dictionnaire des parlementaires français, Edgar Bourloton, 1889-1891 [détail de l’édition]